# 九佛街道
九佛街道是中华人民共和国广东省广州市黄埔区下辖的一个街道办事处。2019年4月18日成立，街道办事处驻凤凰五路40号（凤美花园），从原九龙镇拆分而成，下辖燕塘村、佛塱村、莲塘村、重岗村、枫下村、蟹庄村、红卫村、凤尾村、山龙村、穗北社区，占地面积56.82平方公里。

## 行政区划
九佛街道下辖以下村级行政区划单位：
穗北社区、红卫村、凤尾村、蟹庄村、枫下村、佛朗村、燕塘村、莲塘村、山龙村和重岗村。

## 交通

### 地铁
█14号线：红卫站、新南站、枫下站

## 中国传统村落
2013年8月，莲塘村被评为第二批中国传统村落。